# Marcus Claudius Marcellus (Konsul 183 v. Chr.)
Marcus Claudius Marcellus (* 3. Jahrhundert v. Chr.; † wohl 169 v. Chr.) war ein römischer Politiker.

## Herkunft und familiäres Umfeld
Marcus Claudius Marcellus entstammte der höchsten plebejischen Nobilität der römischen Republik. Auch wenn er nicht zu der altpatrizischen Familie der Claudier gehörte, sondern einem plebejischen Zweig, waren die plebejischen Claudier mit dem Cognomen Marcellus schon bald nach der Zulassung der Plebejer zu den kurulischen Ämtern eine der führenden Familien der plebejischen Senatsoligarchie. M. Claudius Marcellus war laut Fasti Capitolini der Sohn und Enkel eines Marcus. Wegen der Verwendung von nur zwei Vornamen ist nicht sicher, welcher Marcus sein Vater war. Er selbst wurde in der 2. Hälfte des 3. Jahrhunderts v. Chr. geboren, denn bei Antritt seines Konsulats 183 v. Chr. musste er mindestens 43 Jahre alt gewesen sein. Da es gleichzeitig zwei Träger des Namens gab, ist nicht zu entscheiden, ob der Konsul des Jahres 183 v. Chr. der im Jahr 169 v. Chr. gestorbene M. Claudius Marcellus war.

## Politische Laufbahn
Marcus Claudius Marcellus durchlief die für einen römischen Nobilis übliche politische Laufbahn, auch wenn im Einzelnen nicht bekannt ist, wann er die niederen Ämter des cursus honorum durchlaufen hat. Gesichert ist, dass er im Jahre 188 v. Chr. oder 185 v. Chr. praetor urbanus war. Wegen der gleichzeitig lebenden Namensträger ist hier keine Entscheidung zu treffen. Im Jahre 183 v. Chr. wurde er zusammen mit Quintus Fabius Labeo zum Konsul gewählt. Nach Ablauf ihrer Amtszeit wurde beiden die Provinz Ligurien mit dem Auftrag zugewiesen, sich bereitzuhalten, um die Provinz gegen die über die Alpen eingebrochenen Kelten zu sichern. Diesen Auftrag übernahm Claudius Marcellus. Obwohl die Kelten sich ihm ergaben, entwaffnete er sie und beschlagnahmte ihre Habe. Darüber beschwerten sich die Kelten beim Senat in Rom, der verfügte, ihnen ihr Eigentum zurückzugeben. Römische Kommissare wurden bestimmt, die die Kelten über die Alpen zurückführen sollten, was dann auch widerstandslos geschah. Zur Sicherung der Grenze in Venetien und an der  nördlichen adriatischen Küste gründete Rom zusätzlich die Festung Aquileia. Außerdem verlängerte der Senat Marcellus’ Kommando für das nächste Jahr für einen Feldzug gegen die Histrier, nachdem er vorher nach Rom zurückgekehrt war, um dort die Wahlen zu leiten.